# Eberhard von Wechmar
Eberhard Carl Alfred Freiherr von Wechmar (* 12. Juli 1897 in Frankfurt am Main; † 30. Juni 1934 in Deutsch-Lissa oder 1. Juli 1934 in oder bei Breslau) war ein deutscher Gutsbesitzer und SA-Führer. Er war einer der Getöteten des sogenannten Röhm-Putsches.

## Leben

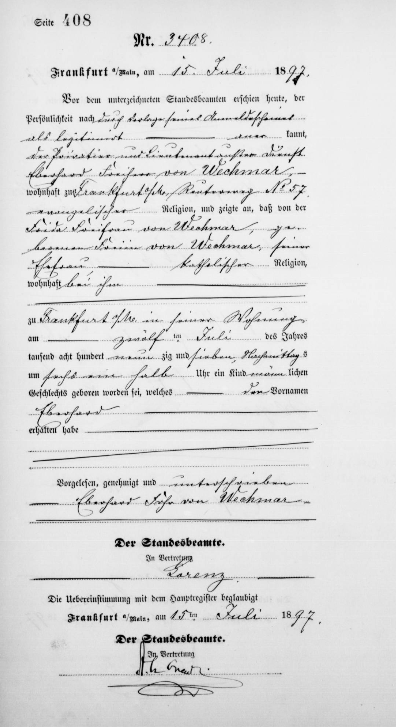
Geburtsurkunde von Wechmar beim Standesamt Frankfurt I aus dem Jahr 1897.

### Herkunft und Jugend
Wechmar entstammte dem Adelsgeschlecht der von Wechmar. Seine Eltern waren der Schriftsteller und Rittmeister Eberhard Friedrich Wilhelm von Wechmar (* 23. August 1866 in Köslitz; † 18. Dezember 1929 in Berlin) und seine Gattin Friederike (Frieda) Stephanie Charlotte Marie (* 15. August 1876 in Mannheim), einer geborenen Freiin von Wechmar der II. Linie. Wechmars Brüder waren der Journalist Irnfried von Wechmar (1899–1959) und der Luftwaffen-Oberstleutnant Carl Friedrich Otto von Wechmar (* 1. April 1900 in Bad Soden im Taunus; † 19. November 1940 in Savigny bei Beauvais). Seine Schwestern waren Stephanie Cyane Elisabeth Friederike (* 26. Mai 1904 in Marburg an der Lahn) und Liselotte (* 12. September 1906 in Wilhelmshaven) von Wechmar.
Nach der Teilnahme am Ersten Weltkrieg, in dem er den Rang eines Oberleutnants erreichte, war er Besitzer eines Gutes in Schlesien.

### Karriere in der NS-Bewegung
Ende der 1920er Jahre schloss Wechmar sich der NSDAP an. 1931 wurde er offiziell Mitglied der Partei (Mitgliedsnummer 429.656). Außerdem wurde er Mitglied der Sturmabteilung (SA), des paramilitärischen Arms der NS-Bewegung. Wohnhaft war er zu dieser Zeit in der Opitzstraße 8 in Berlin-Steglitz.
Anfang 1932 wurde Wechmar mit Wirkung zum 15. Januar 1932 unter Beförderung zum SA-Standartenführer zum Führer der Standarte 1 unter Zuteilung zum Stab der Gruppe Berlin-Brandenburg ernannt. Bald darauf wurde er Führer der SA-Untergruppe Berlin-West, weiterhin mit dem Dienstrang eines SA-Standartenführers.
Bei einer polizeilichen Durchsuchung von Wechmars Geschäftszimmern als Führer der Untergruppe Berlin-West in der Hedemannstraße 10 wurde im März 1932 ein zehnseitiger, von ihm verfasster Aufmarschplan der SA gefunden, der in allen Einzelheiten darlegte, wie die SA im Falles eines bevorstehenden Bürgerkrieges nach ihrer Alarmierung aus Berlin abziehen und die Hauptstadt anschließend einkreisen und abriegeln sollte. Der Historiker Martin Schuster hält es für möglich, dass eine geplante Einschließung Berlins nach der Beschlagnahme der Wechmar'schen Unterlagen abgesagt wurde oder dass es sich bei den Plänen auch nur um ein detailliertes theoretisches Kriegsspiel der SA-Führung handelte. Für relevant hielt Schuster die Pläne dennoch, da sie seines Erachtens einen Beweisv dafür darstellten, dass „höhere SA-Ebenen zumindest in theoretischer Hinsicht Vorbereitungen trafen, die im Alarmfall in die Tat umgesetzt werden konnten“. Da die Presse von der Entdeckung von Wechmars Plänen erfuhr und unter ausdrücklicher Nennung seines Namens von ihnen berichtete, ging sein Name im März 1932 im Zusammenhang mit „Bürgerkriegsvorbereitungen“ der Nationalsozialisten durch die Presse.
Nach der Neuaufstellung der einige Wochen lang verbotenen SA wurde Wechmar am 1. Juli 1932 mit der Führung der SA-Untergruppe Brandenburg-Ost beauftragt (die Führung der Untergruppe Berlin-West übernahm zum 1. Juli 1932 in seiner Nachfolge Walter Schmidt). In der Stellung des Führer des Untergruppe Brandenburg-Ost, die er bis zum 14. Oktober 1932 beibehielt, wurde er zum 15. September 1932 in den Dienstrang eines SA-Oberführer befördert. Zum 1. November 1932 folgte Erich Kaul Wechmar als Führer der Untergruppe Brandenburg-Ost nach.
1933 wurde Wechmar von Berlin zur SA-Gruppe Schlesien versetzt. Dort gehörte er zunächst dem Stab der Gruppe als „SA-Führer z.b.V.“ an. In dieser Eigenschaft wurde er Ende August/Anfang September 1933 in den Rang eines SA-Brigadeführers befördert.
Durch den Führerbefehl Nr. 23 der Obersten SA-Führung vom 27. März 1934 zum 15. Februar 1934 mit der Führung der SA-Birgade 118 (Niederschlesien-Süd) beauftragt und zugleich seiner Dienststellung Brigadeführer z.b.V. der Gruppe Schlesien enthoben.
Im April 1934 übernahm Wechmar als Nachfolger von Hans Karl Koch (der nach Koblenz versetzt wurde) die Führung der bisherigen SA-Brigade 21 (Niederschlesien): Durch den Führerbefehl der Obersten SA-Führung Nr. 25 vom 1. Juni 1934 wurde bekannt gegeben, dass er zum 14. April 1934 mit der Führung der Gruppenbefehlsstelle Niederschlesien (aufgrund eines zu dieser Zeit initiierten organisatorischen Ausbaus der schlesischen SA firmierte die bisherige Brigade teilweise bereits unter diesem Namen), unter Enthebung von seiner Dienststellung als mit der Führung der Brigade 118 beauftragter Führer, beauftragt worden war. Sein Dienstsitz in dieser Stellung befand sich in Liegnitz.

### Verhaftung und Tod

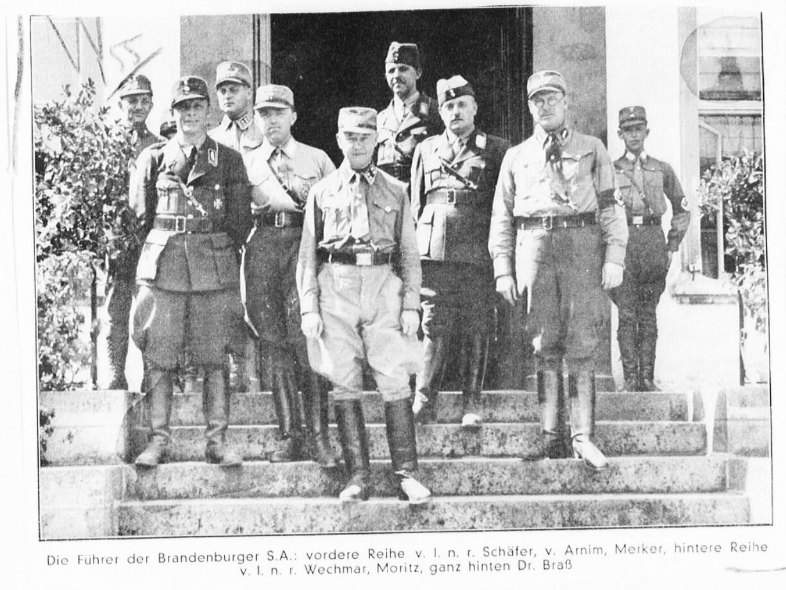
Wechmar im Kreis anderer brandenburgischer SA-Führer im September 1932

Am 30. Juni 1934 wurde Wechmar im Zuge der Röhm-Affäre von der SS verhaftet und erschossen: Wie der Historiker Richard Bessel durch die Auswertung des Osnabrücker Gerichtsurteils gegen die für die am 30. Juni und 1. Juli 1934 in Schlesien durchgeführten Exekutionen verantwortlichen SS-Führer Udo von Woyrsch (Führer des SS-Oberabschnitts Südost) und Ernst Müller-Altenau (Chef des SD in Schlesien) festgestellt hat, kamen Wechmars Verhaftung und Erschießung auf die folgende Weise zustande: Am Mittag des 30. Juni 1934 verständigte der Stabsleiter der SA-Gruppe Schlesien, Karl von Pückler-Burghauß, Wechmar telefonisch über die am frühen Morgen in Bayern erfolgte Verhaftung des Stabschefs der SA Ernst Röhm und des schlesischen SA-Befehlshabers Edmund Heines und bat Wechmar nach Breslau zu kommen, um vorläufig anstelle von Heines die Führung über die schlesische SA zu übernehmen. Nach seiner Ankunft in Breslau suchte Wechmar zunächst das Oberpräsidium der Provinz Schlesien auf, um die Situation mit dem Oberpräsidenten Helmuth Brückner zu besprechen. Brückner stellte Wechmar, den er für unbelastet hielt, unter seinen persönlichen Schutz und bat ihn, bei ihm im Oberpräsidium zu bleiben. Im Laufe des Nachmittags erschien der Stabsführer des SS-Oberabschnitts Südost, Berthold Maack im Oberpräsidium und verlangte, dass Wechmar ihn ins Polizeipräsidium (in dem sich die Kommandozentrale von Woyrsch als Befehlshaber der am 30. Juni/1. Juli in Schlesien durchgeführten Maßnahmen befand) begleiten würde. Nachdem Brückner die Herausgabe Wechmars abgelehnt hatte, verließ Maack das Oberpräsidium, kehrte aber kurze Zeit später mit bewaffneten Begleitern zurück und verlangte erneut, dass Wechmar ihn ins Polizeipräsidium begleiten würde. Diesmal gab Brückner angesichts der Übermacht nach und bewog Wechmar, Maack zu begleiten. Maack führte Wechmar zunächst Woyrsch und Müller-Altenau im Polizeipräsidium vor. Anschließend wurde er als Gefangener in das Quartier des Breslauer SS-Abschnitts in der Sternstraße gebracht.
Am Abend des 30. Juni wurde Wechmar zusammen mit sechs anderen SA-Angehörigen (u. a. dem Führer der SA in Oberschlesien Hans Ramshorn), die im SS-Quartier in der Sternstraße gefangen gehalten wurden, schließlich von einem Kommando aus Angehörigen der 16. SS-Standarte unter Führung des SS-Sturmführers Fritz Mohr abgeholt: Sie bekamen die Hände gefesselt und wurden anschließend mit mehreren Automobilen in das Waldstück „In den Sitten“ bei Obernik/Deutsch-Lissa, nördlich von Breslau, transportiert. Dort wurden die sieben Männer im Laufe der Nacht zum 1. Juli von den SS-Angehörigen erschossen und anschließend an Ort und Stelle verscharrt. Die amtlichen Sterbeurkunden gaben für alle Männer 3.00 Uhr morgens als Sterbezeit an. Im Laufe des Monats Juli wurden die sieben Leichen unter Aufsicht der Polizei exhumiert und im Krematorium Breslau-Gräbschen eingeäschert. Die Asche und die Manschettenknöpfe Wechmars wurden seiner Frau angeblich acht Tage nach seiner Erschießung mit der Post zugeschickt.
Trotz der Heimlichkeit, mit der die Erschießungen von Wechmar und den übrigen Männern durchgeführt wurden, wurde der Vorgang in der Bevölkerung bekannt: Magnus von Braun, ein Gutsnachbar Wechmars, vermerkte dementsprechend in seinen Lebenserinnerungen, dass er 1934 erfuhr, dass Wechmar am 30. Juni in Liegnitz [!] abgeholt und dann „im Walde bei Breslau ohne jedes Urteil kurzerhand erschossen“ worden sei.
In dem Prozess, der 1957 gegen vor dem Schwurgericht in Osnabrücker gegen Woyrsch und Müller-Altenau wegen der Breslauer Exekutionen vom Sommer 1934 durchgeführt wurde, wurde festgestellt, dass kurz nach der Erschießung Wechmars ein Befehl aus Berlin bei den Koordinatoren der schlesischen Verhaftungs- und Erschießungsmaßnahmen einlief, der die Freilassung Wechmars anordnete. Woyrsch soll diesen – unter Hinweis auf einen zuvor aus Berlin nach Breslau durchgegebenen Befehl Wechmar zu erschießen, der auf eine Nachfrage seinerseits ausdrücklich bestätigt worden sei – seinerzeit mit dem Hinweis kommentiert haben, dass man in Berlin anscheinend glaube, dass die Breslauer SS mit „Gummikugeln“ schieße.
Udo von Woyrsch wurde in dem Prozess von 1957, an dem auch Wechmars Witwe als Zeugin teilnahm, des sechsfachen Totschlags für schuldig befunden und zu fünfeinhalb Jahren Gefängnis verurteilt. Einer der Fälle, in denen er für schuldig befunden wurde, war die Tötung Wechmars (die anderen waren die Fälle Ramshorn, Belding, Nixdorf, Bittmann und Langer).

### Reaktionen auf Wechmars Tod
Joseph Goebbels, der Wechmar während seiner Berliner Zeit kennen und schätzen gelernt hatte, kommentierte die Nachricht über Wechmars Tod in einem Tagebucheintrag von Anfang Juli 1934 wie folgt:
„Wechmar erschossen. Furchtbar! Es ist da einiges geschehen, was nicht ganz dem Willen des Führers entsprach. Schicksal! Opfer der Revolution“.
In ähnlicher Weise rechnete der Gestapochef Rudolf Diels Wechmar dem kleinen Kreis der „rechtschaffenen SA-Führer“ zu, die bei der Mordaktion umgekommen seien.
Wechmars Neffe Rüdiger von Wechmar, später UN-Botschafter der Bundesrepublik, berichtete in seinen Lebenserinnerungen, die Nationalsozialisten hätten die Erschießung „sogleich“ für ein „bedauerliches Versehen“ erklärt und Hermann Göring habe sich mit der Familie in Verbindung gesetzt und sich bei ihr für die Erschießung entschuldigt, die das Ergebnis einer Verwechslung gewesen sei. Der schlesische Oberpräsident Helmuth Brückner legte Göring und Rudolf Heß schließlich am 10. Oktober 1934 eine Denkschrift vor, in der er die unter dem Regime des SS-Führers von Schlesien, Udo von Woyrsch, dort eingekehrten Zustände kritisierte: Seine Kritik an Woyrsch begründete er unter anderem auch damit, dass dieser für die ungerechtfertigte Erschießung Wechmars – die er auf den 1. Juli 1934 datiert – verantwortlich sei.

## Beförderungen
- 15. Januar 1932: SA-Standartenführer
- 15. September 1933: SA-Oberführer
- 25. Augst/1. September 1933: SA-Brigadeführer[20]

## Ehe und Familie
Wechmar heiratete am 28. Mai 1921 in erster Ehe Annemarie von Binzer (* 23. September 1893 in Golun). Nachdem diese Ehe am 6. Mai 1925 wieder geschieden wurde, heiratete er in zweiter Ehe am 20. März 1928 in Korschlitz Annemarie Euen (* 13. Oktober 1904 in Ludwigsdorf). Aus der Ehe ging der Sohn Eberhard Hans-Joachim (* 23. September 1929) hervor, der mit seiner Familie lange in Südafrika lebte.